# 原寛
原 寛（はら ひろし、1911年1月5日 - 1986年9月24日）は、日本の植物学者。東京府東京市神田区出身。日本植物学会元会長。昭和天皇の植物研究の相談役も務めた。父は元枢密院議長の原嘉道。

## 略歴
東京帝国大学（現:東京大学）卒業。
東京大学助教授時代の1950年（昭和25年）には、科学委員による合同進講の機会に昭和天皇に日本ツツジの分類・分布について進講した。また、同年10月2日には、本田正次とともに皇居に招かれ、昭和天皇と吹上御苑内を散策しながら植物調査を行った。1952年（昭和27年）、1957年（昭和32年）に行われた植物学に関する合同進講にも参加。1958年（昭和33年）には、那須御用邸で開かれた植物学に関する座談会にも参加した
1957年（昭和32年）に東京大学教授となる。終戦後停滞していた日本の植物分類学を発展させるため、同大学の標本室の改善や、日本国外の植物相研究の充実などに務めた。特に生涯にわたって、日本の植物の進化と関係が深い中国、ヒマラヤ、北アメリカ東部などの植物相の研究に力を入れた。
1986年（昭和61年）9月24日に75歳で死去した。生涯にわたって記載した植物の新種は約700種にも上る。
マメ科ヤブマメ属から分離されたハラシューテリア属（Harashuteria）は、原を称えて命名された。

## 著書
- 『日本種子植物集覧』（全3巻、1949-1954年、岩波書店）
- 『日本種子植物分布図集』 (全2集、1958年、井上書店)
- 『最新植物用語辞典』 (1965年、廣川書店)
- 佐竹義輔・亘理俊次・原寛・冨成忠夫（共編）『日本の野生植物 木本編 I, II』（1999年、平凡社）

## 関連書籍
- 『原寛博士業績総覧』（2001年、八坂書店）

| 日本の爵位  | 日本の爵位                             | 日本の爵位        |
| ----------- | -------------------------------------- | ----------------- |
| 先代 原嘉道 | 男爵 原（嘉道）家第2代 1944年 - 1947年 | 次代 華族制度廃止 |